# Magadi
Magadi – płytkie jezioro w południowej Kenii na wysokości 579 m n.p.m., którego głębokość nie przekracza 1 m. Podczas pory suchej jezioro pokryte jest w 80% grubą warstwą sody. Jest drugim jeziorem po Salton Sea w Stanach Zjednoczonych pod względem wielkości złóż sody na świecie.
Woda zbiera się pod warstwą sody, ponieważ przypływa ona z Wielkiego Rowu Afrykańskiego. Woda ta po drodze podgrzewana jest geotermiczne, co przyspiesza jej rozpuszczanie się z solami alkalicznymi (które zawarte są w podziemnych skałach). Następnie wydobywa się ona na powierzchnię, zbierając w nieodpływowym jeziorze (26 km długości), następnie parując do atmosfery przy temperaturze +40 °C, tworząc trony, czyli tzw. sodę śnieżną. Przy jeziorze powstała firma zajmująca się wydobywaniem trony do przetworzenia jej na sodę amoniakalną i sól. Rocznie wydobywa się 275 tys. t trony. W pobliżu zostało wybudowane "Miasto firmy", które liczy ok. 4 tys. mieszkańców, ma własny szpital, elektrownię, szkołę oraz pole golfowe. W samym jeziorze Magadi występuje endemiczny gatunek ryby Oreochromis alcalicus grahami.